# Uppbo en Nedernora
Uppbo en Nedernora (Zweeds: Uppbo och Nedernora) is een småort in de gemeente Säter in het landschap Dalarna en de provincie Dalarnas län in Zweden. Het småort heeft 78 inwoners (2005) en een oppervlakte van 18 hectare. Eigenlijk bestaat het småort uit twee plaatsjes: Uppbo en Nedernora. Het småort ligt aan de westoever van de rivier de Dalälven, aan de overkant van deze rivier ligt de plaats Fäggeby. Door Uppbo loopt de rivier de Uppboån. Uppbo is ook bekend vanwege de Slag bij Uppbo färja in 1470.

## Verkeer en vervoer
Bij de plaats loopt de Riksväg 69.